# Ekaterina Panikanova
Ekaterina Panikanova (russisch Екатерина Паниканова; * 15. März 1975 in Leningrad, Sowjetunion) ist eine russische surreale Künstlerin. Sie verwendet die Seiten alter französischer und italienischer Bücher als Leinwände für ihre Kunstwerke. 

## Leben und Werk
Panikanova nahm 1999 an dem Team teil, das das Wandgemälde für die neu restaurierte Christ-Erlöser-Kathedrale in Moskau und 2002 in Kursk erstellte. 2010 absolvierte sie das Staatliche Akademische Repin-Institut für Malerei, Bildhauerei und Architektur Sankt Petersburg und arbeitete 2011 im Kunstatelier unter der Leitung des Malers Andrey Mylnikov. Für ihre Kunstwerke verwendet sie eine Auswahl von Büchern aus verschiedenen Epochen und Nationen, um sie mit Zeichnungen und Zeichen zu vereinen. 2015 lizenzierte eine niederländische Tapetenfirma ihre Gemälde für eine Tapetenkollektion. Sie lebt und arbeitet in Rom.

## Ausstellungen (Auswahl)
- 2002 und 2005: Ausstellung junger russischer Künstler, Tretjakow-Galerie, Moskau
- 2004: „Roman vacances“, Academy of Fine Arts, Sankt Petersburg
- 2006: Ausstellung im Joseph-Brodsky-Museum, Sankt Petersburg
- 2007: 58 Michetti Prize, Francavilla al Mare, Italien
- 2007: Polyrealism ART Show, Sankt Petersburg
- 2003–2008: Teilnehmer am International Festival of arts „From avante-guarde to the present day“
- 2008: Filosofy of flowers, Il Polittico Art Gallery, Rom
- 2008: „For Love“ Art show, Palazzo Incontro, Rom
- 2008, 2009 und 2011: Teilnahme am Giffoni Film Festival Salerno (2011 Kunstpreis)
- 2009: „Memoria“, Banca Carige, Rom
- 2010: „Metamorfosi Dell’Aqua“, Banca Carrige, Rom
- 1999–2011: St. Petersburg Union of Artists Annual Show, Sankt Petersburg
- 2011: SYNTHESYM, Elsa Morante Art Centre, Rom
- 2011: Celeste Prize Finalist Show, „The Invisible Dog“ art centre, New York, USA
- 2011: „Russian Artist in Rome“, Museo della Civiltà Romana, Rom
- 2011: Adrenalina 1.2., Kapitolinisches Museum, Rom
- 2015 und 2019: Z2O-Galerie, Rom